# Olof Ehrenström
Olof Ehrenström, född enligt egen uppgift 1713, död 29 augusti 1750 i Vasa, var en svensk lantmäteridirektör.
Olof Ehrenström var son till rådmannen i Falun Anders Larsson. Fadern dog 1717 och modern Anna Trotzig gifte 1722 om sig med kyrkoherden i Stora Tuna Johan Lind. Han blev student vid Uppsala universitet 1721, extraordinarie lantmätare vid Lantmäterikontoret 1736, Bergskollegii lantmätare 1739 och samma år auskultant vid Bergskollegium. Under Dalupproret 1743 var Ehrenström på besök hos släktingar i Falun och försökte då lugna allmogen men misslyckades, och reste därefter ned till Stockholm för att rapportera vad som skett. Han engagerade sig även i den vetenskapliga striden mellan Theodor Ankarcrona och Jacob Faggot på Faggots sida, den senare var för övrigt gift med en kusin till Ehrenström och utgav Anmärkningar öfver det gensvar som en obekant autor ut-gifvit emot det som uppå... Theodor Ankarcronas ... tal är gifvit af... Jacob Faggot. 1747 blev han direktör vid finska lantmäterikommissionen, och ägnade som sådan ett idogt arbete med hemmansklyvning och skattläggning i den östra rikshalvan och gjorde även resor Nyland, Tavastland och Savolaks från vilka han rapporterade till generalguvernören Gustaf Fredrik von Rosen.